# 레토르트

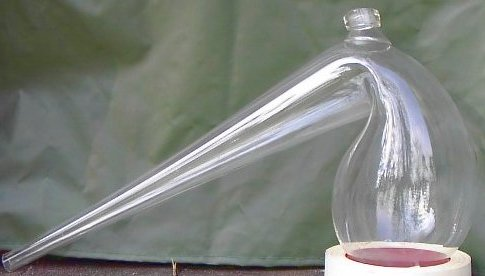
유리 형태의 레토르트

화학 실험실에서 레토르트(retort)는 물질의 증류나 건류(dry distillation)에 사용되는 기구이다. 아래로 휜 긴 목의 구모양 용기로 구성된다. 증류 대상이 되는 액체는 용기에 배치되고 가열된다. 목부분은 콘덴서 역할을 함으로써 수증기가 냉각되어 목을 따라 아래에 배치된 수집용기에 따라 흐를 수 있도록 한다.

## 역사
레토르트는 연금술사들에 의해 널리 사용되었으며 레토르트의 이미지들은 수많은 연구실 그림과 스케치에 등장한다. 현대의 콘덴서가 출현하기 전까지 레토르트는 앙투안 라부아지에와 옌스 야코브 베르셀리우스 등 수많은 저명한 화학자들에 의해 사용되었다.

## 같이 보기
- 레토르트 식품